# Nostalrock
Nostalrock (укр. «Рок-ностальгія») — студійний альбом італійського співака та кіноактора Адріано Челентано, випущений 31 жовтня 1973 року під лейблом «Clan Celentano».

## Про альбом
Підбір пісень альбому відповідав його назві, Адріано Челентано ніби згадує часи зародження року і переспівує англійською мовою кавер-версії знаменитих американських хітів тієї епохи. До альбому увійшли пісні з репертуару таких виконавців як: Гленн Міллер (пісня «Pennsylvania 65000»), Літл Річард (пісні «Send me some lovin'» і «Tutti Frutti»), Френк Сінатра (пісня «I will drink the wine»), Елвіс Преслі (пісня «We're Gonna Move») й інші. Частина цих пісень вже записувалася Челентано раніше на перших його платівках. Також альбом містить шість треків з фрагментами пісень. Деякі композиції відносяться до інструментальної музики.
Наклад альбому склав 1.200.000 копій, він посів 16 позицію в італійському чарті 1974 року. Аранжування до альбому створювали Детто Маріано, Нандо Де Лука і Даніеле Байма Бескет. Продюсував платівку Мікі Дель Прете.
До альбому увійшла одна з найвідоміших у творчості Челентано пісень — «Prisencolinensinainciusol», що опублікована раніше, 3 листопада 1972 року. Вона спочатку вийшла як сингл на платівках у 45 обертів з композицією «Disc Jockey» на стороні «Б», які розійшлися у кількості 260 тисяч копій. Спочатку пісня використовувалася як музична тема у радіопередачі «Gran varietà» і не потрапила до чартів Італії, незважаючи на її успіх в інших країнах: у Бельгії вона посіла 4 позицію, в Нідерландах — 5, у Франції — 6 і 46 в Німеччині. Незвичайним стало потрапляння пісні на 70 позицію в чарті США — що було рідкістю для італійських співаків. Через два роки Челентано представив композицію на телебаченні: у передачі «Formula Due» співак в образі вчителя виконував її своїм учням, і у програмі «Milleluci», де Адріано разом зі співачкою Раффаеллою Каррою та балетом каналу Rai 1, співаючи, виконували синхронний із музикою танець. Після цих передач пісня стала популярною в Італії і посіла 5 позицію в чарті 1974 року. Назва та сам текст композиції складені з безглуздих слів, які нічого не означають і нагадують суміш англійської та італійської мов (згодом ці словоформи критики стали називати «челентанесками» (іт. «celentanesca»)). Така складова пісні символізувала некомунікабельність, роз'єднаність між деякими сучасними людьми, які не можуть зрозуміти один одного. Пісня стала революційною на той час, тому що вона виконується у стилі, подібному до сучасного репу — ритмічного речитативу, що можна вважати одним із перших реп-експериментів (реп виник у США тільки на початку 1980-х років). У грудні 2009 року «Prisencolinensinainciusol» була знову помічена в США завдяки канадському письменнику і блогеру Корі Докторову, який був у захваті від неї, назвавши її у своєму блогу «Boing Boing» попередницею репу, композиція стала відомою як інтернет-мем.
Крім рок-н-ролу та поп-музики, в мелодіях альбому представлені й інші стилями: треки «Sul cappello» і «Di qua e di là del Piave» — народною музикою у виконанні хору «Coro dell'Associazione Nazionale Alpini» під керівництвом диригента Ламберто П'єтрополі. Наприкінці диску Адріано вибачається за свій недосконалий англійський і звертається до архітекторів, які, на його думку, гублять Землю своєю роботою.
Альбом випускався на LP-платівках в Італії, Японії, Франції, Німеччині і Іспанії (у трьох останніх країнах альбом випускався під назвою однойменної пісні — «Prisencolinensinainciusol»). З 1983 року виходило ремастоване перевидання альбому. З 1988 року альбом перевидавався на CD. Всього альбом містив п'ять пісень, які випускалися на LP як сингли. Пісня «Prisencolinensinainciusol» випускалася в Італії, США, Швеції, Великій Британії, Німеччині, Австрії, Лівані, Франції, Нідерландах та Іспанії. Пісня «I Will Drink The Wine» випускалася в Італії та Іспанії. Пісня «Tutti Frutti» випускалася в Італії і Туреччині. Пісні «We're Gonna Move» і «Only You» випускалися на одній платівці в Італії, Франції і Німеччині.

## Трек-лист
LP
Сторона «A»
| #  | Назва                                                   | Автор                       | Тривалість |
| -- | ------------------------------------------------------- | --------------------------- | ---------- |
| 1. | «Pennsylvania 65000» (Пенсильванія 65000)               | Карл Сігман, Джеррі Грайль  | 1:00       |
| 2. | «Prisencolinensinainciusol» (Прізенколіненсінайнчіузол) | Адріано Челентано           | 3:27       |
| 3. | «Sul cappello (фрагмент)» (На капелюсі)                 | (народна музика)            | 0:27       |
| 4. | «Send me some lovin'» (Подаруй мені поцілунок)          | Лео Прайс, Джон Мараскалько | 2:20       |
| 5. | «Guitar boogie (фрагмент 1)» (Гітарне бугі)             | Артур Сміт                  | 0:55       |
| 6. | «Only you» (Тільки ти)                                  | Бак Рем, Андре Ренд         | 3:00       |
| 7. | «Guitar boogie (фрагмент 2)» (Гітарне бугі 2)           | Артур Сміт                  | 1:00       |
| 8. | «Lotta lovin' (фрагмент)» (Боротьба за любов)           | Дедвелл                     | 2:12       |
| 9. | «I will drink the wine» (Я буду пити вино)              | Пол Райан                   | 3:32       |

Сторона «Б»
| #     | Назва                                                               | Автор                                             | Тривалість |
| ----- | ------------------------------------------------------------------- | ------------------------------------------------- | ---------- |
| 10.   | «Tutti frutti» (Усіляка всячина)                                    | Річард Пенніман, Дороті Ла Бострі, Джиммі Де Найт | 2:33       |
| 11.   | «In the mood (фрагмент)» (На місяці)                                | Енді Разаф, Джо Гарленд                           | 1:00       |
| 12.   | «We're gonna move» (Ми збираємося рухатися)                         | Елвіс Преслі                                      | 2:22       |
| 13.   | «Cry» (Плакати)                                                     | Черчілл Колмен                                    | 3:10       |
| 14.   | «Di qua e di là del Piave (фрагмент)» (З цього і з того боку П'яве) | (народна музика)                                  | 0:35       |
| 15.   | «Be bop a lula» (Бі боп а Лула)                                     | Джин Вінсент, Біл "Sheriff Tex" Девіс             | 3:41       |
| 16.   | «Shake rattle and roll» (Струснути брязкальце рок-н-роллом)         | Чарльз Колхоун                                    | 5:20       |
| 38:03 |                                                                     |                                                   |            |

## Аранжування
- Детто Маріано (треки: 1, 2, 3, 4, 5, 7, 10, 11, 12, 13, 14)
- Даніеле Байма Бескет (треки: 6, 8, 15)
- Нандо Де Лука (трек: 9)

## Ліцензійні видання

### Альбом
| Назва                                     | Лейбл                              | Маркування           | Країна    | Рік      |
| ----------------------------------------- | ---------------------------------- | -------------------- | --------- | -------- |
| Nostalrock (LP, Album, Gat)               | Clan Celentano                     | CLN 65764            | Італія    | 1973     |
| Nostalrock (Cass, Album)                  | Clan Celentano                     | 40 CLN 65764         | Італія    | 1973     |
| Nostalrock (LP, Album)                    | Seven Seas                         | SR 866               | Японія    | 1973     |
| Prisencolinensinainciusol (LP, Album)     | Eurodisc Pop                       | 87 325               | Франція   | 1973     |
| Prisencolinensinainciusol (LP, Album)     | Ariola                             | 87 325 IT            | Німеччина | 1973     |
| Prisencolinensinainciusol (LP, Album)     | Ariola                             | 87 325 I             | Іспанія   | 1974     |
| Prisencolinensinainciusol (LP, S/Edition) | Orlador, Circulo De Lectores, S.A. | 54361                | Іспанія   | 1974     |
| Nostalrock (Cass, Album, RE)              | Clan Celentano, MusicA             | 35 LSM 1015          | Італія    | 1983     |
| Nostalrock (LP, Album, RE)                | Clan Celentano, MusicA             | LSM 1015             | Італія    | 1983     |
| Prisencolinensinainciusol (LP, Album, RE) | CGD, CGD                           | 207 481, 207 481-270 | Європа    | 1986     |
| Nostalrock (CD, Album, RE)                | MusicA                             | CDLSM 100033         | Італія    | 1988     |
| Nostalrock (Cass, Album)                  | CGD                                | 9031 70209-4         | Італія    | 1991     |
| Nostalrock (CD, Album, RE)                | Universal                          | 3259130004878        | Італія    | 2012     |
| Nostalrock (CD, Album, Mixed, RE)         | Warner Music, Clan Celentano       | 9031-70209-2         | Європа    | невідомо |
| Prisencolinensinainciusol (LP, Album)     | Eurodisc                           | 87 325               | Франція   | невідомо |

### Сингли з альбому
| Назва                                                             | Лейбл                              | Маркування       | Країна          | Рік      |
| ----------------------------------------------------------------- | ---------------------------------- | ---------------- | --------------- | -------- |
| La Ballata Di Pinocchio/I Will Drink The Wine (7")                | Clan Celentano                     | BF-70022         | Італія          | 1972     |
| La Ballata Di Pinocchio/I Will Drink The Wine (7", Single)        | Ariola                             | 11509 A          | Іспанія         | 1972     |
| Prisencólinensináinciúsol/Disc Jockey (7")                        | Clan Celentano                     | BF 70026         | Італія          | 1972     |
| Prisencolinensinainciusol/Disc Jockey (7", Promo)                 | Columbia                           | 4-45989          | США             | 1972     |
| Prisencólinensináinciúsol/Disc Jockey (7", Jukebox)               | Clan Celentano                     | jb bf 70026      | Італія          | 1972     |
| Prisencólinensináinciúsol/Disc Jockey (7", Single)                | Epic                               | EPC S 1886       | Швеція          | 1972     |
| Prisencólinensináinciúsol/Disc Jockey (7", Single, Promo, Mono)   | Clan Celentano                     | BF 70026         | Італія          | 1972     |
| The Language Of Love (Prisencol...)/Disc Jockey (7", Single, Sol) | Epic                               | S EPC 1886       | Велика Британія | 1972     |
| Prisencolinensinainciusol/Disc Jockey (7", Single)                | Ariola                             | 12 471 AT        | Німеччина       | 1973     |
| Prisencolinensinainciusol/Disc Jockey (7", Single)                | Ariola                             | 12 471 AT        | Австрія         | 1973     |
| Prisencolinensinainciusol/Disc Jockey (7", Single)                | Ariola                             | 12 471 AT        | Австрія         | 1973     |
| Prisencolinensinainciusol/Disc Jockey (7", Single, M/Print)       | Ariola                             | 12 471 AT        | Німеччина       | 1973     |
| Prisencolinensinainciusol/Disc Jockey (7")                        | Epic                               | S EPC 1886       | Велика Британія | 1973     |
| Prisencolinensinainciusol/Disc Jockey (7")                        | SLD                                | 70026            | Ліван           | 1973     |
| Prisencolinensinainciusol/Disc Jockey (7", Promo, Pus)            | Epic                               | S EPC 1886       | Велика Британія | 1973     |
| Prisencolinensinainciusol/Disc Jockey (7", Pus)                   | Epic                               | S EPC 1886       | Велика Британія | 1973     |
| Prisencolinensinainciusol/Disc Jockey (7", Single)                | Galloway Records, Galloway Records | 600.102, 600102  | Франція         | 1973     |
| Prisencólinensináinciúsol/Disc Jockey (7", Single)                | Ariola                             | 12 471 AT        | Нідерланди      | 1973     |
| Prisencólinensináinciúsol/Disc Jockey (7")                        | Galloway Records, Galloway Records | 600.102, 600102  | Франція         | 1973     |
| Prisencólinensináinciúsol/Disc Jockey (7", Single)                | Ariola, Ariola                     | 12.471-A, 12471A | Іспанія         | 1973     |
| Prisencólinensináinciúsol/Disc Jockey (7", Single)                | Galloway Records, Galloway Records | 600.102, 600102  | Франція         | 1973     |
| Prisencólinensináinciúsol/Disc Jockey (7", Single, RP)            | Ariola, Ariola                     | 12.471-A, 12471A | Іспанія         | 1973     |
| Prisencólinensináinciúsol/Disc Jockey (7", Single, Spe)           | Ariola, Ariola                     | 12.471-A, 12471A | Іспанія         | 1973     |
| Prisencólinensináinciúsol/Disc Jockey (7", Single, RE)            | Clan Celentano                     | BF 70026         | Італія          | 1974     |
| Prisencolinensinainciusol/Tutti Frutti (7")                       | NEU                                | KAY-002          | Туреччина       | невідомо |
| I Will Drink The Wine/Il Sognatore (7", Promo)                    | Clan Celentano                     | JBBF 70023       | Італія          | 1972     |
| We're Gonna Move/Only You (7")                                    | Clan Celentano                     | CLN 1887         | Італія          | 1973     |
| We're Gonna Move/Only You (7", Jukebox)                           | Clan Celentano                     | YD 348           | Італія          | 1973     |
| We're Gonna Move/Only You (7", Single)                            | Ariola                             | 13 103 AT        | Австрія         | 1973     |
| We're Gonna Move/Only You (7", Single)                            | Ariola                             | 13 103 AT        | Німеччина       | 1973     |
| I Will Drink The Wine/Tutti Frutti (Vinyl, 7", 45 RPM, Jukebox)   | Clan Celentano                     | YD 367           | Італія          | 1974     |

## Джерело
1. 1 2  Адриано Челентано. Неисправимый романтик и бунтарь. Ірина Файт. 2013. Архів оригіналу за 21 липня 2015. Процитовано 21 жовтня 2014. {{cite book}}: Проігноровано |website= (довідка) (рос.)
2. 1 2  Nostalrock. artandpopularculture.com. Архів оригіналу за 23 жовтня 2016. Процитовано 11 грудня 2016. (англ.)
3. ↑  Diskografie Adriano Celentano. destobesser.com. Архів оригіналу за 27 вересня 2016. Процитовано 25 вересня 2016. (нім.)
4. ↑  Gli album più venduti del 1974. hitparadeitalia.it. Ірина Файт. Архів оригіналу за 14 жовтня 2013. Процитовано 5 квітня 2015. (італ.)
5. ↑  Adriano Celentano – Nostalrock. discogs.com. Архів оригіналу за 12 березня 2017. Процитовано 25 вересня 2016. (англ.)
6. 1 2  Prisencolinensinainciusol. tonyface.blogspot.com. Архів оригіналу за 21 грудня 2016. Процитовано 12 грудня 2016. (англ.)
7. 1 2 3 4 5  «Адриано Челентано. Неисправимый романтик и бунтарь». Ірина Файт. 2013. Архів оригіналу за 1 жовтня 2016. Процитовано 11 грудня 2016. {{cite book}}: Проігноровано |website= (довідка) (рос.)
8. ↑  Prisencolinensinainciusol. revolvy.com. Процитовано 12 грудня 2016. (англ.)
9. ↑  PRISENCOLINENSINAINCIÙSOL. hitparadeitalia.it. Архів оригіналу за 7 грудня 2016. Процитовано 11 грудня 2016. (італ.)
10. ↑  Адриано Челентано, биография, переводы песен. danaja.ru. Процитовано 11 грудня 2016. (рос.)
11. ↑  Adriano Celentano & Raffaella Carrà Prisencolinensinainciusol на YouTube
12. ↑  Adriano Celetano - Prisencolinensinainciusol на YouTube
13. ↑  I singoli più venduti del 1974. hitparadeitalia.it. Архів оригіналу за 30 травня 2013. Процитовано 11 грудня 2016. (італ.)
14. ↑  Адриано Челентано - сердце итальянской музыки. italia-ru.com. 2011. Архів оригіналу за 25 червня 2012. Процитовано 11 грудня 2016. (рос.)
15. ↑  Prisencolinensinainciusol. amalgama-lab.com. Архів оригіналу за 20 грудня 2016. Процитовано 12 грудня 2016. (рос.)
16. ↑  Stop Making Sense. newyorker.com. Саша Фрер-Джонс. 2008. Архів оригіналу за 19 жовтня 2014. Процитовано 21 жовтня 2014. (англ.)
17. ↑  Adriano Celentano. zvuki.ru. 2010. Архів оригіналу за 16 жовтня 2014. Процитовано 21 жовтня 2014. (рос.)
18. ↑  Celentano – Prisencolinensinainciusol (Song about anything in any language). 2songs.ru. Архів оригіналу за 20 грудня 2016. Процитовано 11 грудня 2016. (англ.)
19. ↑  Adriano Celentano – Nostalrock. discogs.com. Архів оригіналу за 12 березня 2017. Процитовано 25 вересня 2016. (англ.)
20. ↑  Adriano Celentano – Singles & EPs. discogs.com. Архів оригіналу за 5 березня 2017. Процитовано 25 вересня 2016. (англ.)